# María Felicidad González
María Felicidad González (Paraguarí, 1884-1980) fue una profesora y activista feminista paraguaya. Es considerada como la precursora del feminismo en el Paraguay.

## Juventud
Hizo sus estudios primarios y cursos normales en la Escuela Normal de Maestros, dirigidas por Adela y Celsa Speratti. En 1905 se recibió como maestra. Cursó el profesorado en la Escuela Normal de Paraná, en Argentina, dirigida entonces por Leopoldo Herrera.

## Docencia
Terminados sus estudios en 1908, fue directora de la Escuela Graduada de la Encarnación. El año siguiente pasó a la Escuela Normal del Paraguay, en calidad de regente, hasta 1914, fecha en la cual fue ascendida a vicedirectora, para ocupar el cargo de directora en 1921. Nacionalizado el Profesorado, fue directora de la misma desde 1921 hasta 1932. También fue inspectora de las Escuelas Normales en 1943, y asesora técnica del Ministerio de Educación en 1952.

## Militancia
Fue una de las precursoras del feminismo en el Paraguay. Participó de la fundación del Centro Femenino Paraguayo en 1921, y participó de un congreso feminista en Baltimore, en representación de Paraguay.